# 瀰力肚
瀰力肚，是臺灣屏東縣里港鄉的一個傳統地域名稱，位於該鄉西北部。相較於今日行政區，其範圍大致包括瀰力村西大半部、中和村西北半部，以及因楠梓仙溪河道變遷而劃出縣界的高雄市旗山區中洲里南端、南洲里東南端、新光里東端、南勝里東北端。

## 歷史
台灣日治初期，瀰力肚地區為一街庄，稱為「瀰力肚庄」，隸屬於港西上里。昔日該庄北隔當時的荖濃溪北支分流（標示荖濃溪，今已消失）與手巾藔庄為界，東與土庫庄為鄰，南邊隔荖濃溪中支分流（三張廍溪，今已消失）與三張廍庄為界，西邊隔楠梓仙溪與磱碡坑庄、溪州庄為界。
1901年（日治明治三十四年）11月，全台設置二十廳，該庄隸屬於阿猴廳。1903年（明治三十六年）12月，阿猴廳改名為阿緱廳。1904年（明治三十七年）4月，該庄編入「土庫區」，隸屬於阿緱廳。1909年（明治四十二年）10月，合併二十廳為十二廳，土庫區仍隸屬於阿緱廳。1920年（大正九年），廢十二廳改設五州二廳，該庄改制為「瀰力肚」大字，隸屬於高雄州屏東郡里港庄。
戰後里港庄改制為里港鄉，隸屬於高雄縣，大字亦改制為村。1950年10月，高、屏分治，里港鄉改隸屬於屏東縣。

## 聚落
本地區發展較早的聚落有頂年力肚（已消失）、中年力肚（瀰力肚）、下年力肚（下肚、西園）等，在日治期初期的官方地圖上已有記載。此外，本地區尚有西隆聚落。

## 交通
國道10號又稱「高雄支線」或「高雄環線」，是左營至旗山的高速公路，經過本地區南部及東部，並在本地區南部設有里港交流道（僅東出西入），並連接里港砂石車專用道。由此可快速前往此交流道以西的國道10號沿線各地。
鄉道屏9線是縣界至南隆的道路。
鄉道屏10線是彌力至吉洋農場的道路。

## 產業
- 台糖瀰力肚農場